# Patient Number 9
Patient Number 9 je třinácté a poslední studiové album anglického zpěváka Ozzyho Osbournea vydané 9. září 2022 vydavatelstvím Epic Records. Album produkoval Andrew Watt, stejně jako předchozí album Ordinary Man.
Toto album získalo smutek i úspěch, protože na albu vystupuje bubeník Taylor Hawkins z Foo Fighters, který zemřel v březnu 2022, tedy 6 měsíců před vydáním alba a kytarista Jeff Beck, který zemřel 4 měsíce po vydání alba. Album, tak obsahuje jejich poslední stopy. Osbourne věnoval toto album Hawkinsovi.
Dokonce se objevil v českém rockovém magazínu Spark mezi nejlepší alba za rok 2022 na 2. místě.

## Seznam skladeb
Všechny skladby napsal Ozzy Osbourne, pokud není uvedeno jinak.
| Pořadí | Název                                  | Autor                                                                | Délka |
| ------ | -------------------------------------- | -------------------------------------------------------------------- | ----- |
| 1.     | Patient Number 9 (feat. Jeff Beck)     | Ozzy Osbourne, Andrew Watt, Robert Trujillo, Chad Smith, Ali Tamposi | 7:21  |
| 2.     | Immortal (feat. Mike McCready)         | Osbourne, Watt, Smith, Tamposi, Duff McKagan                         | 3:03  |
| 3.     | Parasite (feat. Zakk Wylde)            | Osbourne, Watt, Trujillo, Tamposi, Taylor Hawkins                    | 4:05  |
| 4.     | No Escape from Now (feat. Tony Iommi)  | Osbourne, Watt, Smith, Tamposi, Tony Iommi                           | 6:46  |
| 5.     | One of Those Days (feat. Eric Clapton) | Osbourne, Watt, Smith, McKagan, Tamposi                              | 4:40  |
| 6.     | A Thousand Shades (feat. Jeff Beck)    | Osbourne, Watt, Smith, Tamposi, Ryan Tedder                          | 4:26  |
| 7.     | Mr. Darkness (feat. Zakk Wylde)        | Osbourne, Watt, Trujillo, Hawkins, Tamposi                           | 5:35  |
| 8.     | Nothing Feels Right (feat. Zakk Wylde) | Osbourne, Watt, Smith, Tamposi, Chris Chaney                         | 5:35  |
| 9.     | Evil Shuffle (feat. Zakk Wylde)        | Osbourne, Watt, Trujillo, Smith, Tamposi                             | 4:10  |
| 10.    | Degradation Rules (feat. Tony Iommi)   | Osbourne, Watt, Trujillo, Smith                                      | 4:10  |
| 11.    | Dead and Gone                          | Osbourne, Watt, Trujillo, Smith, Tamposi                             | 4:32  |
| 12.    | God Only Knows                         | Osbourne, Watt, Hawkins, Tamposi                                     | 5:00  |
| 13.    | Darkside Blues                         | Osbourne, Watt                                                       | 1:47  |

## Obsazení
- Ozzy Osbourne – zpěv, harmonika (10, 13)

#### Hosté
- Andrew Watt – producent, klávesy (1, 5-7, 11, 12)
- Zakk Wylde – kytary (3, 7-9, 11), klávesy (1, 5, 7, 9)
- Tony Iommi – kytary (4, 10)
- Jeff Beck – kytary (1, 6)
- Eric Clapton – kytary (5)
- Josh Homme – kytary (12)
- Mike McCready – kytary (2)
- Duff McKagan – baskytara (2, 5)
- Robert Trujillo – baskytara (1, 3-4, 6-7, 9-12)
- Chris Chaney – baskytara (2)
- Chad Smith – bicí (1-2, 4-6, 8-11)
- Taylor Hawkins – bicí (3, 7, 12)